# Eleições nos Estados Unidos em 2007
As eleições nos Estados Unidos em 2007 aconteceram em uma terça-feira, 6 de novembro de 2007. Foram realizadas eleições para o Congresso e Governador.

## Governador
- Kentucky
- Louisiana
- Mississippi

## Prefeito (Principais Cidades)
- Philadelphia
- San Francisco
- Jacksonville